# Takahiro Shikine
Takahiro Shikine (敷根 崇裕), né le 7 décembre 1997, est un escrimeur japonais dont l'arme de prédilection est le fleuret.

## Carrière
En 2016, il remporte le titre de champion du monde juniors à Bourges.
Il se révèle en sénior lors des championnats du monde 2017 à Leipzig en remportant la médaille de bronze en fleuret individuel, après une médaille d'argent lors des championnats d'Asie 2016. Il remporte le titre du fleuret individuel lors des championnats d'Asie 2019.